# MEGURU
MEGURU （めぐる、本名:廣瀬 旋（ひろせ めぐる）、1985年10月17日 - ）は、主にラジオDJとして活動し、また、クラブDJ、ミュージシャンなどとしても活躍しているマルチタレントである。
日本語、英語のバイリンガル。父親はミュージシャンでありラジオパーソナリティでもある広瀬隆。愛知県名古屋市出身。血液型はO型。

## 来歴
- 小学生時代、CBCラジオにて深夜に放送されていた『ぽっぷん王国』という番組にレギュラー出演。これが事実上自身初の担当番組である。
- 高校卒業後、オーストラリアに1年間語学留学。その後、自身のラジオDJになるという夢を叶えるべくアメリカに留学。
- 卒業後、"KPCC" "KMVN" "KPWR"とカリフォルニア州の3つのFMラジオ局で働く。
- 帰国後、2010年度の第17回ZIP-FM ミュージック・ナビゲーターコンテストでグランプリを受賞。
- 2011年4月からZIP-FMミュージック・ナビゲーターとなる。
- 「JOYHOLiC(ジョイホリック)」名義でダンスミュージックの楽曲制作を行っている。
- カルテットのDJ AViAとのユニット「AViA & JOYHOLiC」としても楽曲制作、DJ活動も行っている。
- 2019-20シーズンより名古屋ダイヤモンドドルフィンズのアリーナMCも務める[1]。
- 2022年3月 ZIP-FMとの契約満了。[要検証 – ノート]

## 人物
- 趣味は食べ歩き、電化製品探し、アウトドア全般。
- 2匹のチワワを飼っており、息子のように可愛がっている愛犬家である。
- 無類の音楽好き。Hip-Hop ,R&B, House, Reggae, Rockなど多岐のジャンルを聞く。
- クラブDJとしても活躍しており、渡米中は数多くのセレブが訪れる有名ダンスクラブでプレイした経験を持つ。現在は愛知県名古屋市にある”ORCA Nagoya”などのダンスクラブでレギュラー、また国内外の有名ダンスクラブでもゲストDJとして活動中。
- JOYHOLiCの1stシングル「We Won't Stop feat. ZEKE」はAmazon JapanのHipHopチャートで初登場1位を獲得。また、2ndシングル「New World」はキャンセルにはなってしまったがアヴィーチーの名古屋公演の協賛スポンサーであった「玉越」のCMタイアップソング。そして、5thシングル「Dye 4 U」はHoyuヘアカラー商品「Beauteen」のCDタイアップソングに起用。全国のドンキホーテ他、Youtubeや渋谷の街頭ビジョン4面で1ヶ月に渡りプレーされたこともある。

## 出演
時間表記はJST。

### ラジオ番組
- SATURDAY GO AROUND（ZIP-FM、土 15:00-19:00）（2011年4月～2013年3月）
- RADIO ROOTS（ZIP-FM、金 25:00-27:00）（2011年10月～2013年3月）
- FABULOUS RIDE（ZIP-FM、月～木 19:00～21:00）（2013年4月～2018年3月）
- SUPERNOVA（ZIP-FM、土 23:00〜25:00→土 26:00～28:00）（2015年4月～）
- ALL GOOD FRIDAY（J-WAVE、金 11:30〜16:00）（2017年11月10日～2017年11月24日､2017年12月22日）
- High! MORNING!（ZIP-FM、月〜金 6:00〜9:00）（2018年4月〜2022年3月）
- WORLDs SDGs (ZIP-FM、毎月第三土曜日 21:00～22:00) (2023年4月～)

### CM
- フィットハウス -TVCMナレーション。